# 21.º Prêmios Annie
O 21.º Prêmios Annie foi concedido pela International Animated Film Association para homenagear realizações notáveis no campo da animação em 1992.

## Vencedores e indicados
Indica o ganhador dentro de cada categoria.
| Melhor longa-metragem Aladim da Walt Disney Pictures - Little Nemo: Adventures in Slumberland da Tokyo Movie Shinsha, Paramount - Once Upon a Forest da 20th Century Fox | Melhor animação para televisão Os Simpsons da 20th Century Fox Television - Disney's The Little Mermaid da Walt Disney Television Animation - Steven Spielberg's Tiny Toon Studios da Warner Bros. Animation - The Ren & Stimpy Show da Nickelodeon - Batman: The Animated Series da Warner Bros. Animation |
| Melhor comercial animado para televisão Polar Bears da Coca-Cola, Sierra Hotel Productions - Aerospace Jordan – Nike, Renegade Animation - Come to Life – Coors, Acme Filmworks - In the Dark – Butterfinger, Film Roman - One Good Hand – Oregon State Lottery, Acme Filmworks - Runball – Footlocker, Duck Soup Productions - Woman Finding Love – Levi’s, Acme Filmworks | |

## Prêmios do Júri
Prêmio Winsor McCay
Reconhecimento por contribuições de carreira para a arte da animação
- Roy E. Disney
- Jack Zander
- George Dunning

Realização individual proeminente no campo da animação
- Ed Gombert
- Ron Clements
- Dan Castellaneta
- Eric Goldberg

Certificado de Reconhecimento de Mérito
pelo serviço à arte, artesanato e indústria da animação
- Judi Cassell
- Mestre Dave